# Kupinovo, Danilovgrad
Kupinovo este un sat din comuna Danilovgrad, Muntenegru. Conform datelor de la recensământul din 2003, localitatea are 49 de locuitori (la recensământul din 1991 erau 28 de locuitori).

## Demografie
În satul Kupinovo locuiesc 49 de persoane adulte, iar vârsta medie a populației este de 56,7 de ani (48,8 la bărbați și 63,7 la femei). În localitate sunt 15 gospodării, iar numărul mediu de membri în gospodărie este de 1,73.
Populația localității este foarte eterogenă.
|  |

| Demografie | Demografie | Demografie |
| An         | Locuitori  | Locuitori  |
| ---------- | ---------- | ---------- |
|            |            |            |
|            |            |            |
|            |            |            |
|            |            |            |
| 1948       | 108        |            |
| 1953       | 110        |            |
| 1961       | 102        |            |
| 1971       | 76         |            |
| 1981       | 47         |            |
| 1991       | 28         | 28         |
| 2003       | 49         | 49         |

| \| Componența etnică conform recensământului din 2003[2] \| Componența etnică conform recensământului din 2003[2] \| Componența etnică conform recensământului din 2003[2] \| Componența etnică conform recensământului din 2003[2] \| Componența etnică conform recensământului din 2003[2] \| \| ----------------------------------------------------- \| ----------------------------------------------------- \| ----------------------------------------------------- \| ----------------------------------------------------- \| ----------------------------------------------------- \| \| \| \| \| \| \| \| Sârbi \| Sârbi \| \| 30 \| 61,22% \| \| Muntenegreni \| Muntenegreni \| \| 10 \| 20,4% \| \| necunoscută \| necunoscută \| \| 0 \| 0% \| |              |  |    |        |
| Componența etnică conform recensământului din 2003 |              |  |    |        |
| |              |  |    |        |
| Sârbi | Sârbi        |  | 30 | 61,22% |
| Muntenegreni | Muntenegreni |  | 10 | 20,4%  |
| necunoscută | necunoscută  |  | 0  | 0%     |